# Urbach (Landkreis Nordhausen)
Urbach ist eine Gemeinde im thüringischen Landkreis Nordhausen mit 850 Einwohnern. Erfüllende Gemeinde für Urbach ist die Stadt Heringen/Helme.

## Lage
Urbach befindet sich östlich von Nordhausen, am nördlichen Rand der Goldenen Aue sowie gegenüber dem Naturpark Talsperre Kelbra. Zwischen Urbach und der Talsperre verlaufen die Bahntrasse Nordhausen–Halle, die Bundesautobahn 38 und die Bundesstraße 80. Verkehrsmäßig ist der Ort an die Landesstraßen 2076 und 3080 angebunden.

## Geschichte
Die früheste urkundliche Erwähnung des Ortes ist für den 23. Juni 1169 nachweisbar.
Die jetzige Kirche St. Johannis stammt aus dem 19. Jahrhundert.
Im heutigen Waldhotel „Kalkhütte“ hatten nacheinander drei Betriebe – der VEB Nortak Hanewacker Nordhausen, der VEB Braunkohlenwerk Mücheln und der VEB Mineralölwerk Lützkendorf – ein Kinder-Ferienlager errichtet, weitergeführt und schließlich zum Ferienheim ausgestaltet.
Tiemerode nahe Urbach ist 1412 wüst gefallen. Die dortige Kirche war mit Wall und Graben befestigt. Reste der Kirche sind noch erkennbar. Im sogenannten Pastorgang wird der Wallgraben noch deutlich.

## Gemeinderat
Dem Gemeinderat von Urbach gehören 8 Mitglieder an, die sich seit der Kommunalwahl am 26. Mai 2024 wie folgend verteilen:
- CDU: 1 Sitz  (Stimmenanteil 17,8 %)
- Freiwillige Feuerwehr Urbach: 2 Sitze (25,4 %)
- TSV 03 Urbach e  V.: 2 Sitze (22,4 %)
- Förderkreis Kirchgemeinde: 2 Sitze (20,5 %)
- Förderverein Kita: 1 Sitz (18,8 %)

Die Wahlbeteiligung betrug 64,8 %.

## Persönlichkeiten
- Georg Gotthilf Evers (1837–1916), lutherischer Theologe, Konvertit zum Katholizismus, Buchautor und Botaniker, amtierte hier von 1873 bis 1880 als lutherischer Pfarrer